# Reiko Yoshida
Reiko Yoshida (吉田 玲子 Yoshida Reiko) (født 31. december 1967) er en japansk manuskriptforfatter og mangaka. Hun har skrevet manuskript til og ledet arbejdet med manuskripter for en rækker animeserier, tv-serier og film.
Hendes væsentligste værker omfatter animeserierne Kasumin, Kaleido Star, Aria, Maria-sama ga Miteru, D.Gray-man, K-On!, Bakuman og Girls und Panzer. Blandt de nyere serier hun har ledet arbejdet med manuskripter til er Majestic Prince, Non Non Biyori, A Town Where You Live, Tamako Market, Yowamushi Pedal og Castle Town Dandelion. Hun har desuden skrevet manuskript til animefilmen The Cat Returns, de originale film der blev til Digimon: The Movie og de tre film baseret på Osamu Tezukas Buddha, af hvilken den anden fik det blå stempel af Dalai Lama. Hun har også skrevet manuskriptet til Kyoto Animations animefilm A Silent Voice. Som mangaka har hun skrevet historien til Tokyo Mew Mew, der blev tegnet af Mia Ikumi.
Hun fik prisen for bedste manuskript/originale værk for Girls und Panzer ved Tokyo Anime Award Festival i 2014, og den samme pris i 2017.